# Слањец
Слањец (слч. Slanec) насељено је мјесто са административним статусом сеоске општине (слч. obec) у округу Кошице-околина, у Кошичком крају, Словачка Република.

## Становништво
| Година:    | 1994. | 2004.   | 2014.   | 2024.   |
| ---------- | ----- | ------- | ------- | ------- |
| Број људи: | 1231  | 1315    | 1445    | 1500    |
| Разлика:   |       | +6,82 % | +9,88 % | +3,80 % |

| Година:    | 2023. | 2024.   |
| ---------- | ----- | ------- |
| Број људи: | 1481  | 1500    |
| Разлика:   |       | +1,28 % |

Према подацима о броју становника из 2011. године насеље је имало 1.412 становника.